# Championnat du monde de hockey sur glace 1973
Navigation
Tchécslovaquie 1972 Finlande 1974
Le quarantième championnat du monde  de hockey sur glace et par la même occasion le cinquante et unième championnat d’Europe a eu lieu en 1973 en Union des républiques socialistes soviétiques, en Autriche et aux Pays-Bas.

## Groupe A
Le groupe A a joué ses matchs dans la ville de Moscou du 31 mars au 15 avril.

### Résultats
| Matchs aller | Matchs retour |
| --- | --- |
| 31 mars - Tchécoslovaquie 14–1 Pologne - URSS 17–1 Allemagne fédérale 1er avril - Suède 11–2 Pologne - Finlande 8–3 Allemagne fédérale 2 avril - Tchécoslovaquie 0–2 Suède - URSS 8–2 Finlande 3 avril - Tchécoslovaquie 4–2 Allemagne fédérale - URSS 9–3 Pologne 4 avril - Suède 8–2 Allemagne fédérale - Finlande 5–0 Pologne 5 avril - Suède 3–2 Finlande - URSS 3–2 Tchécoslovaquie 6 avril - Allemagne fédérale 4–2 Pologne 7 avril - Tchécoslovaquie 4–2 Finlande - URSS 6–1 Suède | 8 avril - Tchécoslovaquie 4–1 Pologne - URSS 18–2 Allemagne fédérale 9 avril - Suède 7–0 Pologne - Finlande 2–1 Allemagne fédérale 10 avril - Tchécoslovaquie 3–3 Suède - URSS 9–1 Finlande 11 avril - Tchécoslovaquie 7–2 Allemagne fédérale - URSS 20–0 Pologne 12 avril - Suède 12–1 Allemagne fédérale - Finlande 1–1 Pologne 13 avril - Suède 2–1 Finlande - URSS 4–2 Tchécoslovaquie 14 avril - Allemagne fédérale 1–4 Pologne 15 avril - Tchécoslovaquie 8–0 Finlande - URSS 6–4 Suède |

### Classement du championnat du monde et d'Europe
Les équipes du groupe A n'étant que d'origine européennes, un seul classement fut réalisé.
|        | Équipe             | PJ | V  | N | D | BP  | BC |
| ------ | ------------------ | -- | -- | - | - | --- | -- |
| Or     | URSS               | 10 | 10 | 0 | 0 | 100 | 18 |
| Argent | Suède              | 10 | 7  | 1 | 2 | 53  | 23 |
| Bronze | Tchécoslovaquie    | 10 | 6  | 1 | 3 | 48  | 20 |
| 4      | Finlande           | 10 | 3  | 1 | 6 | 24  | 39 |
| 5      | Pologne            | 10 | 1  | 1 | 8 | 14  | 76 |
| 6      | Allemagne fédérale | 10 | 1  | 0 | 9 | 19  | 82 |

### Effectif champion
L'équipe soviétique est alors composée des joueurs suivants :
- Vladislav Tretiak et Aleksandr Sidelnikov (gardien),
- Aleksandr Goussev, Valeri Vassiliev, Vladimir Loutchenko, Guennadi Tsygankov, Ievgueni Paladiev, Aleksandr Ragouline, Iouri Liapkine, Boris Mikhaïlov, Vladimir Petrov (défenseurs),
- Valeri Kharlamov, Aleksandr Maltsev, Aleksandr Iakouchev, Aleksandr Martyniouk, Vladimir Chadrine, Viatcheslav Anissine, Iouri Lebedev, Aleksandr Sergueïevitch Voltchkov, Aleksandr Bodounov  (attaquants)

Boris Koulaguine était l'entraîneur de l'équipe.

## Groupe B
Les matchs du groupe B se sont déroulés à Graz en Autriche du 22 au 31 mars.

### Résultats
22 mars
- États-Unis 6–4 Japon
- Allemagne de l'Est 6–4 Yougoslavie
- Suisse 4–3 Italie
- Autriche 2–4 Roumanie

23 mars
- États-Unis 6–6 Yougoslavie
- Autriche 6–5 Italie

24 mars
- Roumanie 3–0 Japon
- Allemagne de l'Est 8–5 Suisse

25 mars
- États-Unis 4–6 Allemagne de l'Est
- Roumanie 5–2 Italie
- Suisse 0–6 Yougoslavie
- Autriche 2–4 Japon

26 mars
- États-Unis 11–0 Italie
- Autriche 1–6 Yougoslavie

27 mars
- Suisse 5–4 Japon
- Allemagne de l'Est 4–2 Roumanie

28 mars
- Yougoslavie 8–4 Italie
- Autriche 0–9 États-Unis
- Allemagne de l'Est 5–3 Japon
- Suisse 4–5 Roumanie

30 mars
- États-Unis 6–3 Roumanie
- Yougoslavie 4–3 Japon
- Allemagne de l'Est 15–1 Italie
- Autriche 8–4 Suisse

31 mars
- Japon 5–3 Italie
- États-Unis 10–4 Suisse
- Autriche 2–12 Allemagne de l'Est
- Yougoslavie 2–2 Roumanie

### Classement
|   | Équipe             | PJ | V | N | D | BP | BC |
| - | ------------------ | -- | - | - | - | -- | -- |
| 1 | Allemagne de l'Est | 7  | 7 | 0 | 0 | 56 | 21 |
| 2 | États-Unis         | 7  | 5 | 1 | 1 | 52 | 23 |
| 3 | Yougoslavie        | 7  | 4 | 2 | 1 | 36 | 22 |
| 4 | Roumanie           | 7  | 4 | 1 | 2 | 24 | 20 |
| 5 | Autriche           | 7  | 2 | 0 | 5 | 21 | 44 |
| 6 | Japon              | 7  | 2 | 0 | 5 | 23 | 28 |
| 7 | Suisse             | 7  | 2 | 0 | 5 | 26 | 44 |
| 8 | Italie             | 7  | 0 | 0 | 7 | 18 | 54 |

## Groupe C
Le groupe C a joué ses matchs à La Haye, Nimègue, Utrecht, Tilburg, Sittard-Geleen et Rotterdam, villes du Pays-Bas

### Résultats
9 mars
- Chine 3–3 Danemark
- Hongrie 9–0 Grande-Bretagne
- Norvège 4–3 Bulgarie
- Pays-Bas 2–4 France

10 mars
- Chine 3–3 Bulgarie
- Pays-Bas 5–3 Hongrie
- Norvège 14–2 Danemark
- France 3–1 Grande-Bretagne

12 mars
- Norvège 4–0 Chine
- Bulgarie 2–1 Danemark
- Hongrie 7–1 France
- Pays-Bas 13–3 Grande-Bretagne

13 mars
- France 6–3 Danemark
- Norvège 11–3 Grande-Bretagne
- Hongrie 9–6 Chine
- Pays-Bas 8–5 Bulgarie

15 mars
- France 1–2 Chine
- Bulgarie 9–2 Grande-Bretagne
- Norvège 6–0 Hongrie
- Pays-Bas 14–0 Danemark

16 mars
- Norvège 8–3 France
- Hongrie 5–1 Bulgarie
- Danemark 8–8 Grande-Bretagne
- Pays-Bas 7–0 Chine

17 mars
- Chine 7–1 Grande-Bretagne

18 mars
- France 5–6 Bulgarie
- Hongrie 11–5 Danemark
- Pays-Bas 3–6 Norvège

### Classement
|   | Équipe          | PJ | V | N | D | BP | BC |
| - | --------------- | -- | - | - | - | -- | -- |
| 1 | Norvège         | 7  | 7 | 0 | 0 | 53 | 14 |
| 2 | Pays-Bas        | 7  | 5 | 0 | 2 | 52 | 21 |
| 3 | Hongrie         | 7  | 5 | 0 | 2 | 44 | 24 |
| 4 | Bulgarie        | 7  | 3 | 1 | 3 | 29 | 28 |
| 5 | Chine           | 7  | 2 | 2 | 3 | 21 | 28 |
| 6 | France          | 7  | 3 | 0 | 4 | 23 | 29 |
| 7 | Danemark        | 7  | 0 | 2 | 5 | 22 | 58 |
| 8 | Grande-Bretagne | 7  | 0 | 1 | 6 | 18 | 60 |